# ウルムチ市
ウルムチ市（ウルムチし、中国語: 乌鲁木齐市、ウイグル語: ئۈرۈمچى、英語: Ürümqi）は、新疆ウイグル自治区に位置する地級市、自治区首府。旧称は迪化（てきか）。

## 概要
テュルク系民族が居住する中央アジアの歴史的地域であるトルキスタン東部（東トルキスタン）の首府とされている。そのため、言語・文化・経済の面などにおいて、中国東部（北京、上海）よりも、タジキスタンやウズベキスタンのような、はるか西方の中央アジアとの結びつきが強かった。現在は中国語を話す漢民族が住民の多数派を占めている。中国・ユーラシア博覧会を開催するなど東西交易の拠点となっている。2021年現在の人口は約450万人で、中央アジアでは最大の都市となっている。
世界で最も内陸に位置し、四方のどの海からも2,300km以上離れて到達不能極に近く、「世界で最も海から遠い都市」としてギネス記録になっており、1992年にアジア大陸の地理的中心を中国科学院はウルムチの永豊郷永新村と測量したことから「アジアの首都」とも呼ばれ、「アジア大陸地理中心」（簡体字: 亚洲大陆地理中心）と呼ばれるアジア49カ国の国旗と文化が描かれた像で囲まれた記念の塔が建つ広場は観光名所になっている。

## 地理
ウルムチは、天山山脈北麓のジュンガル盆地東南縁に位置する。市の南側には天山山脈が連なっている。最も近い海岸線までの距離は2,500kmにもなる。

### 気候
標高919mの高原に位置し、内陸性気候の特色が強く出ている。ケッペンの気候区分によるとステップ気候に属し、年間を通して非常に乾燥し雨はほとんど降らない。7月の平均気温は24.2度、日中の気温は30度近くまで上がり非常に暑くなるが、乾燥している。また、朝晩は涼しくなり過ごしやすい。1月の平均気温は-12.2度と非常に寒く、-30℃以下まで下がることもある。雪は少ししか降らないが、一旦降ると、なかなか溶けない。年平均気温は7.8度、年降水量は297mmである。
| ウルムチ (1991-2020)の気候 | ウルムチ (1991-2020)の気候 | ウルムチ (1991-2020)の気候 | ウルムチ (1991-2020)の気候 | ウルムチ (1991-2020)の気候 | ウルムチ (1991-2020)の気候 | ウルムチ (1991-2020)の気候 | ウルムチ (1991-2020)の気候 | ウルムチ (1991-2020)の気候 | ウルムチ (1991-2020)の気候 | ウルムチ (1991-2020)の気候 | ウルムチ (1991-2020)の気候 | ウルムチ (1991-2020)の気候 | ウルムチ (1991-2020)の気候 |
| 月                         | 1月                        | 2月                        | 3月                        | 4月                        | 5月                        | 6月                        | 7月                        | 8月                        | 9月                        | 10月                       | 11月                       | 12月                       | 年                         |
| -------------------------- | -------------------------- | -------------------------- | -------------------------- | -------------------------- | -------------------------- | -------------------------- | -------------------------- | -------------------------- | -------------------------- | -------------------------- | -------------------------- | -------------------------- | -------------------------- |
| 平均最高気温 °C （°F）     | −7.4 (18.7)                | −4.4 (24.1)                | 4.8 (40.6)                 | 16.8 (62.2)                | 22.6 (72.7)                | 27.6 (81.7)                | 29.4 (84.9)                | 28.3 (82.9)                | 22.5 (72.5)                | 13.8 (56.8)                | 3.2 (37.8)                 | −5.0 (23)                  | 12.7 (54.9)                |
| 日平均気温 °C （°F）       | −12.2 (10)                 | −8.9 (16)                  | 0.4 (32.7)                 | 11.5 (52.7)                | 17.3 (63.1)                | 22.4 (72.3)                | 24.2 (75.6)                | 22.9 (73.2)                | 17.2 (63)                  | 8.8 (47.8)                 | −0.9 (30.4)                | −9.3 (15.3)                | 7.8 (46)                   |
| 平均最低気温 °C （°F）     | −15.6 (3.9)                | −12.3 (9.9)                | −3.2 (26.2)                | 6.6 (43.9)                 | 12.2 (54)                  | 17.3 (63.1)                | 19.2 (66.6)                | 17.8 (64)                  | 12.1 (53.8)                | 4.5 (40.1)                 | −4.0 (24.8)                | −12.6 (9.3)                | 3.5 (38.3)                 |
| 降水量 mm （inch）         | 10.8 (0.425)               | 13.4 (0.528)               | 18.5 (0.728)               | 38.0 (1.496)               | 41.2 (1.622)               | 28.7 (1.13)                | 35.3 (1.39)                | 28.5 (1.122)               | 18.1 (0.713)               | 22.4 (0.882)               | 22.4 (0.882)               | 19.7 (0.776)               | 297 (11.694)               |
| [ 要出典 ]                 |                            |                            |                            |                            |                            |                            |                            |                            |                            |                            |                            |                            |                            |

### 行政区画
7市轄区、1県を管轄する。
- 市轄区:
  - 水磨溝区・天山区・サイバグ区（沙依巴克区）・新市区・頭屯河区・達坂城区・米東区
- 県:
  - ウルムチ県（烏魯木斉県）

| ウルムチ市の地図                                                                   |
| ---------------------------------------------------------------------------------- |
| 1 2 新市区 サイ · バグ区 水磨溝区 達坂城区 米東区 ウルムチ県 1. 天山区 2. 頭屯河区 |

#### 行政区画の変遷
この節の出典
迪化
- 1755年 - 清が新疆での大規模開発を開始。
- 1758年 - 清軍が土城を建築。
- 1763年 - 土城が拡大され、乾隆帝が土城を迪化と命名。啓迪教化を意味する。

新疆省迪化
- 1884年 - 清朝が新疆省を設置、迪化を省都とし省会を置く。

新疆省迪化府
- 1885年 - 迪化が清朝直隷州の迪化府となる。

新疆省迪化県
- 1913年 - 中華民国政府が新たに新疆省を設立。迪化府を廃止し、その区域を迪化県に編入した。

新疆省迪化市
- 1940年 - 迪化市政府委員会成立。
- 1945年11月1日 - 迪化が正式に市となり、迪化市政府が設置された。このとき、市域は一、二、三、四及び五区に区分けされ、迪化県に隷属する郷鎮は迪化専員公署の管轄となった。
- 1949年9月25日 - 中国人民解放軍が迪化に進入。
- 1949年12月17日 - 中華人民共和国新疆省迪化市人民政府が発足。市域を7つの区に分けて、54の街公所を設置。
- 1953年11月20日 - 迪化市をウルムチ市に改称することを決定。

新疆省迪化専区
- 1949年10月1日 - 中華人民共和国新疆省迪化専区が成立。迪化県・乾徳県・昌吉県・阜康県・孚遠県・奇台県・綏来県・景化県・モリ(木塁)河県・トルファン県・トクスン県・ピチャン県が発足。(12県)
- 1953年11月20日 (12県)
  - 迪化県がウルムチ県に改称。
  - 乾徳県が米泉県に改称。
  - 孚遠県がジムサル県に改称。
  - 綏来県がマナス県に改称。
  - 景化県がフトビ県に改称。
- 1954年2月1日 - 迪化専区がウルムチ専区に改称。

新疆省ウルムチ市
- 1954年2月1日 - 迪化の正式市名がウルムチ市(烏魯木斉市)に変更された。

新疆ウイグル自治区ウルムチ市
- 1955年9月13日 - 新疆ウイグル自治区の成立により、新疆ウイグル自治区ウルムチ市となる。

新疆省ウルムチ専区
- 1954年3月16日 - ウルムチ県・米泉県・昌吉県が昌吉回族自治州に編入。(9県)
- 1954年7月17日 - モリ河県が自治県に移行し、モリ・カザフ自治県となる。(8県1自治県)
- 1955年9月13日 - 新疆ウイグル自治区の成立により、新疆ウイグル自治区ウルムチ専区となる。

新疆ウイグル自治区ウルムチ専区
- 1958年4月28日 
  - トルファン県・トクスン県・ピチャン県が自治区直轄県級行政区となる。
  - 阜康県・ジムサル県・奇台県・マナス県・フトビ県・モリ・カザフ自治県が昌吉回族自治州に編入。

新疆ウイグル自治区ウルムチ市
- 1959年11月9日 - 天山区・サイバグ区・新市区・水磨溝区・頭屯河区を設置。(5区1県)
  - 昌吉回族自治州ウルムチ県を編入。
- 1970年11月25日 (6区3県)
  - トルファン県・トクスン県を編入。
  - バインゴリン・モンゴル自治州和静県の一部が分立し、南山区が発足。
- 1975年1月30日 - トルファン県・トクスン県がトルファン地区に編入。(6区1県)
- 1987年11月27日 (7区1県)
  - ウルムチ県・水磨溝区の各一部が合併し、東山区が発足。
  - 南山区が南山鉱区に改称。
- 1999年8月9日 - 南山鉱区が南泉区に改称。(7区1県)
- 2001年1月13日 (7区1県)
  - ウルムチ県の一部が天山区・新市区・サイバグ区・頭屯河区・水磨溝区・東山区に分割編入。
  - 東山区の一部が水磨溝区に編入。
- 2002年3月9日 - 南泉区および天山区・ウルムチ県の各一部が合併し、達坂城区が発足。(7区1県)
- 2007年6月30日 - 東山区が昌吉回族自治州米泉市と合併し、米東区が発足。(7区1県)
- 2011年3月9日 - ウルムチ県の一部が新市区に編入。(7区1県)
- 2016年1月9日 - サイバグ区の一部が天山区に編入。(7区1県)

## 歴史
古くから北方の遊牧民と中原の漢民族による領有権の争奪が行われてきた。紀元3世紀、車師後国が現在のウルムチ市南郊、烏拉泊貯水池周辺に淤賴城（おらいじょう）を建設した。13世紀以降、モンゴル系民族ホシュート部の遊牧地となった。漢代は西域都护府を設置し、古くから漢民族の領土である。清朝初期にはジュンガル・ホンタイジ国が統治していた。乾隆帝によるジュンガル親征を経て、18世紀後半に城壁が設けられ、迪化城（「啓迪」と「教化」、反抗者を教導するという意味が込められている）と名付けられた。1773年、迪化直隷州が置かれ、巴里坤道に属する。その後、巴里坤道から鎮迪道への改称に伴い、鎮迪道に属する。清朝光緒帝の1884年に甘粛新疆省（ᡬᠠᠨᠰᡠ
ᡳᠴᡝ
ᠵᡝᠴᡝᠨ
ᡤᠣᠯᠣ）が設置されると、迪化は同省の省都となった。1886年、迪化直隷州は迪化府に昇格し、迪化府の下に迪化県を設置した。
1913年、中華民国政府は鎮迪道の道尹を観察使と改名し、迪化府を廃止して迪化県を存続させた。
ウルムチという言葉はオイラト語で「美しき牧場」を意味するが、これが1955年の新疆ウイグル自治区の成立に伴って正式な市名となった。

## 交通

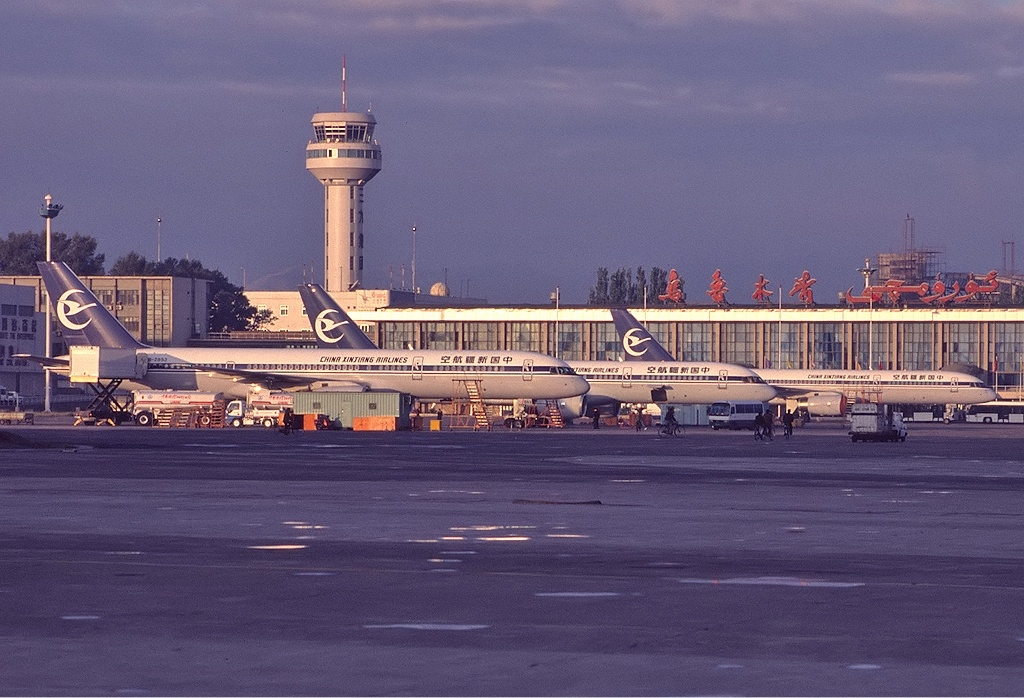
ウルムチ天山国際空港

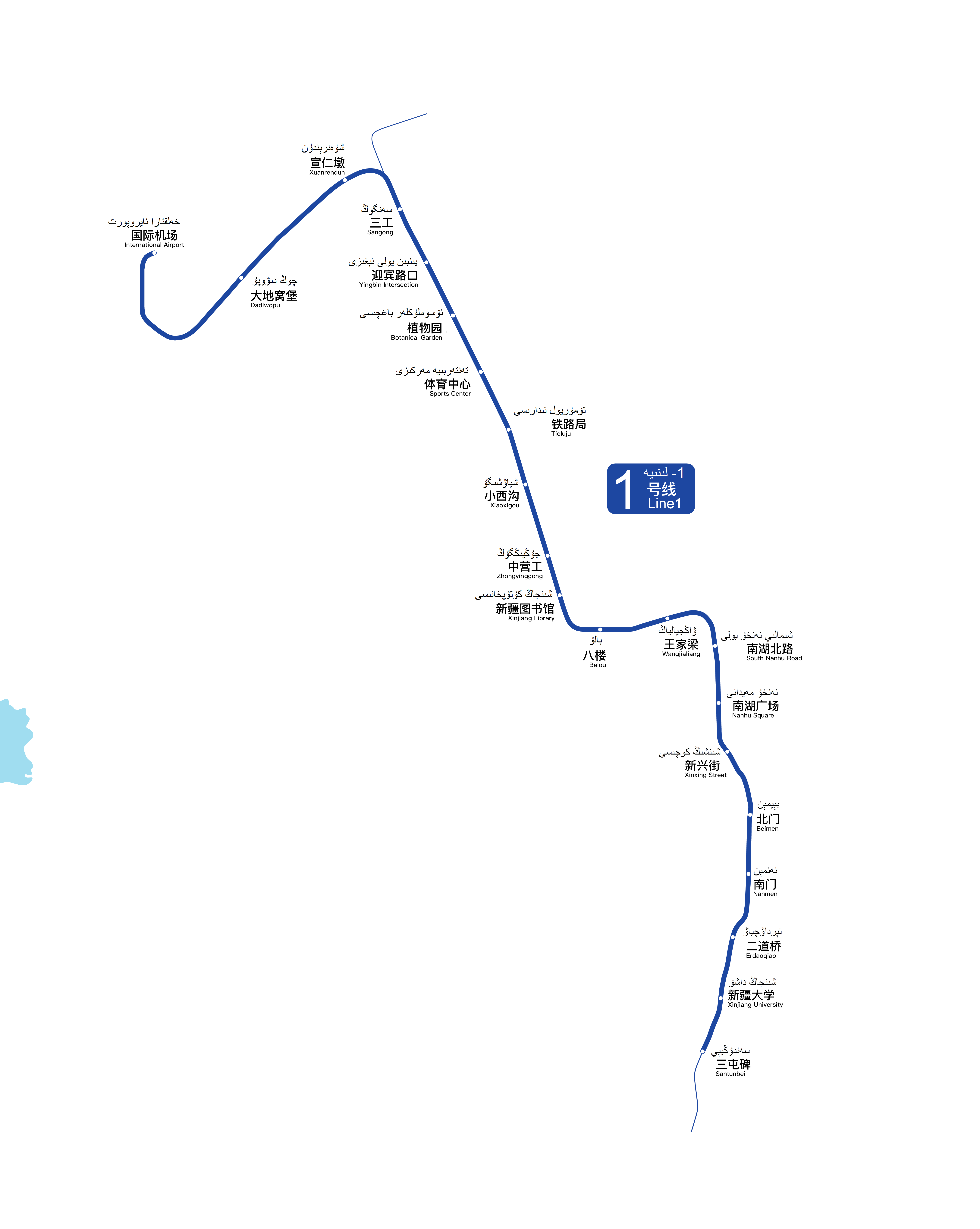
ウルムチ地下鉄

### 空港
ウルムチ天山国際空港には、北京、成都、西安、カシュガルなどの都市との間に毎日定期便が運航されている。また日本からも山東航空が1日1便、大阪・関西国際空港から定期便を運航させている。

### 鉄道
高速鉄道
自治区内初の高速鉄道新線である蘭新線第二複線も開通している。
中国国家鉄路集団（CR）
- 中国鉄路ウルムチ局集団公司
  - ウルムチ南駅には、蘭州方面を経由する、北京西駅行き新疆旅遊号や上海駅行きZ40/41・Z42/39次列車などの長距離旅客列車（直達特快＝特急列車。いずれも寝台車や食堂車などを連結）が毎日発着するほか、アラタウ峠（阿拉山口駅）を経てカザフスタンの最大都市であるアルマトイに行く国際列車ジベックジョリ号が週2本発着している。
  - 精伊霍線経由でイタリアなど欧州へ向かう国際貨物列車、中欧班列の運行も行われている[14]。

地下鉄
- 2018年10月25日にウルムチ地下鉄1号線が開通した[15]。

### 道路
ウルムチは自治区内の道路網の拠点の一つであり、G216国道、G312国道、G314国道の3本の国道が接続する。

## 住民
住民の構成は、漢族 75.30％、ウイグル族 12.79％、回族 8.03％、カザフ族 2.34％などで（2020年調査）、新疆ウイグル自治区全体（ウイグル族44.96、漢族は 42.24％ など）に比べて漢族の割合が多い。宗教施設では、ウルムチ陕西モスク、明徳路堂、ウルムチ天主経堂、ウルムチ正教会堂などがある。

## 観光

### 名所

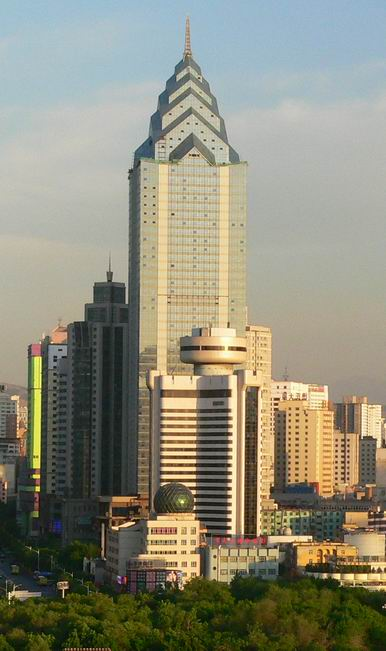
中信銀行ビル

- 中信銀行大廈（英語版）：旧・中天広場。ウルムチ市中央ビジネス地区のビル。全高301m。中国北西部と中央アジアで最も高いビル[16]。
- 新疆ウイグル自治区博物館：ウルムチ市西北路。自治区最大の博物館。「楼蘭の美女」（女性のミイラ）の展示で有名。
- 紅山公園：市中心部の山。公園の中に清の時代の政治家（林則徐）の像や古廟群などがある。
- 大バザール (ウルムチ市)
- 天池 (天山)：ウルムチから東北へ100km余り、ボゴダ山の中腹。絶景の避暑地として知られる。

## 文化

### スポーツ
プロバスケットボールチーム新疆フライングタイガースの本拠地である。中国プロバスケットボールリーグに所属している。
また、2006年に新疆ウイグル自治区最初のサッカークラブ（zh:新疆体彩足球俱乐部）が創設され、中国リーグ乙級（3部相当）に所属していたが、2009年に解散した。

## 対外関係

### 姉妹都市･提携都市
姉妹都市
- マライバライ（フィリピン共和国 北ミンダナオ地方 ブキドノン州）
- ソルトレイクシティ（アメリカ合衆国 ユタ州）
- 烏山市（大韓民国 京畿道）
- ペシャーワル（パキスタン・イスラム共和国 カイバル･パクトゥンクワ州）
- ドゥシャンベ（タジキスタン共和国 直轄市）
- クラン（マレーシア連邦 セランゴール州）
- ビシュケク（キルギス共和国 特別市）
- アルマトイ（カザフスタン共和国 アルマトイ地区）
- チェリャビンスク（ロシア連邦 チェリャビンスク州）
- マシュハド（イラン・イスラム共和国 ホラーサーン･ラザヴィー州）